# Brachythecium labradoricum
Brachythecium labradoricum là một loài Rêu trong họ Brachytheciaceae. Loài này được (Kindb.) Paris mô tả khoa học đầu tiên năm 1900.